# Marie Nishiyama
Marie Nishiyama (japanisch 西山まりえ Nishiyama Marie; * 21. April 1969 in Ichikawa, Präfektur Chiba) ist eine japanische Pianistin, Cembalistin und Harfenistin. Sie ist Spezialistin für Alte Musik.

## Leben und Werk
Marie Nishiyama stammt aus einer Familie, die seit 1923 im Stahlhandel (西山鋼業 Nishiyama Kōgyō) tätig ist. Sie begann mit drei Jahren Klavier zu studieren. 1992 erwarb sie an der Musikhochschule Tokyo ihr Diplom als Klaviersolistin. 1994 machte sie auch ihren Master als Cembalistin. Sie studierte unter Yoshio Watanabe Cembalo und bei Yoshiko Ueda Orgel. Ihr Interesse an Alter Musik führte sie zu Andreas Staier, Jörg-Andreas Bötticher, Rinaldo Alessandrini und anderen an die Schola Cantorum Basiliensis. Sie vertiefte ihre Barock-Harfen-Studien bei Mara Galassi an der Scuola di Musica Civica di Milano.
1997 erhielt sie aufgrund ihrer Cembalo-Auftritte den 1. Preis beim Yamanashi Wettbewerb für Alte Musik in Kōfu (Japan). Beim 11. Yamanashi Early Music Festival gewann sie ebenfalls den 1. Preis in der Sparte Cembalo.
Nishiyama hat neben Tonträgeraufnahmen in Japan, auch Einspielungen in Europa, vor allen Dingen in Spanien und Frankreich, gemacht. Ihre Aufnahme Tañer Fantasía – Música ibérica para tecla wurde in Spanien von der Fachpresse aufs höchste gelobt. Dieser Tonträger wurde 1999 in Japan eingespielt und 2003 in Spanien beim Label Enchiriadis veröffentlicht. Ihre Soloalben Dance du Roy et Chonson (Renaissance-Harfe), Lamento di Tristano (Mittelalterliche Gotik-Harfe), Jupiter – Les orages des passions – Forqueray Pieces de Clavecin und J. S. Bach French Suites (Cembalo) wurden von der japanischen Fachkritik aufs höchste gelobt. Seit 2007 gab sie eine Reihe von Aufnahmen mit dem Klavierwerk Johann Sebastian Bachs beim Label Anthonello Mode heraus.
Marie Nishiyama konzertierte in Japan, Europa, den Vereinigten Staaten von Amerika und in Brasilien. Sie trat regelmäßig bei Festivals, sowie im Rundfunk und im Fernsehen als Solistin wie auch als Mitglied von Kammermusikensembles wie dem Concerto Vocale, dem Ferrara Ensemble oder zusammen mit René Jacobs oder Crawford Young auf. Sie ist Mitglied des Ensemble für Alte Musik Anthonello. Insgesamt ist Marie Nishiyama eine äußerst erfahrene Solistin für das Cembalo und die historische Harfe.